# Brian Said
Brian Said (* 15. Mai 1973 in Valletta) ist ein ehemaliger maltesischer Fußballspieler und derzeitiger -trainer.
Said begann das Fußballspielen beim St. Andrews FC aus Luqa. Von dort wurde er zur Saison 2004/05 für eine Saison am FC Birkirkara ausgeliehen. Von dort ging er zum Floriana FC, wo er sechs Jahre erfolgreich spielte. Von dort wechselte zum Rekordmeister Sliema Wanderers. Auch dort war er Stammspieler. Im Sommer 2008 ging er zum aufstrebenden Verein FC Marsaxlokk. Schon ein Jahr später schloss er sich dem FC Floriana an. Im Sommer 2011 verließ er den Klub. Nach einem Jahr Pause kehrte er zu St. Andrews zurück, wo er im Jahr 2015 seine Karriere beendete.
Für die Nationalmannschaft Malta bestritt er zwischen 1996 und 2009 insgesamt 88 Länderspiele, wobei ihm fünf Treffer gelangen.
Seit September 2019 trainiert er die erste Mannschaft von St. Andrews.